# 佛说大集法门经
《佛說大集法門經》，共兩卷，載《大正新修大藏經》中阿含部第十二卷，為佛教典籍。為北宋施護翻譯。
其與《长阿含经》中《众集经》內容相同。經中，舍利子按照數字，依次講述一法、二法、三業、三善、三有、三受、三苦、三三摩地、三住、三根、三增上、三佛、三眼、三明、三淨、三不淨、三分位、四念處、四正斷、四神足、四禪定、四無量、四沙門果、四力、四煩惱、四行、五慾、五障、五力、五出離界、五根、六識、六處、六愛、六念、六行、六離塵法、七覺支、七三摩地緣、八解脫等佛教概念。
该佛经对应的南传上座部佛教《巴利文大藏经·长部》中的《等诵经》（第三十三部）。

## 外部連結
- 大正新脩大藏經第一冊 No. 12《大集法門經》